# Kalenîkî, Zolotonoșa
Kalenîkî (în ucraineană Каленики) este o comună în raionul Zolotonoșa, regiunea Cerkasî, Ucraina, formată numai din satul de reședință.

## Demografie
Componența lingvistică a comunei Kalenîkî
     Ucraineană (96,99%)
     Rusă (2,86%)
     Alte limbi (0,15%)
Conform recensământului din 2001, majoritatea populației comunei Kalenîkî era vorbitoare de ucraineană (96,99%), existând în minoritate și vorbitori de rusă (2,86%).